# Gymnocarpos

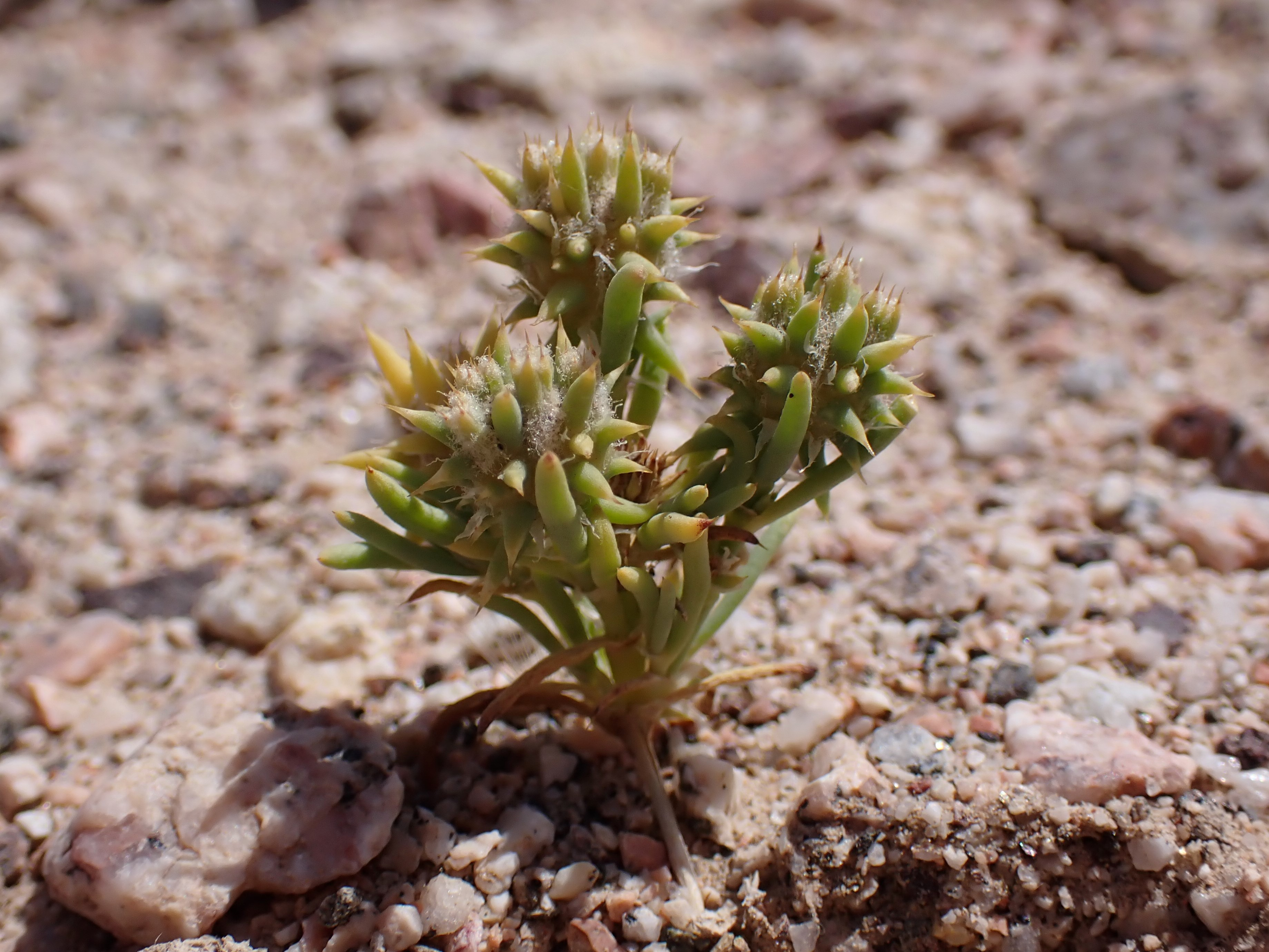
Gymnocarpos sclerocephalus

Gymnocarpos – rodzaj roślin z rodziny goździkowatych. Obejmuje 10 gatunków. Rośliny te w większości występują we wschodniej Afryce na Półwyspie Somalijskim. Szeroki zasięg od Wysp Kanaryjskich, poprzez północną Afrykę po południowo-zachodnią Azję ma gatunek Gymnocarpos decander. W północnych Chinach oraz w Mongolii rośnie Gymnocarpos przewalskii. G. decandrus jest wykorzystywany jako roślina paszowa dla wielbłądów.

## Morfologia
PokrójKrzewinki i rośliny zielne o pędach nagich, silnie rozgałęzionych i wzniesionych.
ŁodygaPokładająca się lub wzniesiona, zwykle rozgałęziająca się dychotomicznie u nasady, na przekroju obła.
LiścieNaprzeciwległe, czasem skupione w pęczkach, siedzące lub krótkoogonkowe. Z błoniastymi przylistkami u nasady. Blaszka liściowa od równowąskiej do zaokrąglonej, mięsista, obła lub rynienkowata, z krótkim dzióbkiem na końcu.
KwiatyObupłciowe, zebrane w kwiatostanach wierzchotkowych z błoniastymi lub liściopodobnymi podsadkami w rozgałęzieniach. Działki kielicha z krótkim dzióbkiem na końcu. Płatków korony brak. Pręciki w liczbie 10, w dwóch okółkach, z których zewnętrzny tworzą prątniczki. Zalążnia powstaje z trzech owocolistków, jest górna lub wpół dolna, jednokomorowa i z pojedynczym zalążkiem. Szyjka słupka pojedyncza, na szczycie z trójdzielnym znamieniem.
OwoceNiełupka lub otwierająca się nieregularnie torebka otoczona przez trwały kielich.

## Systematyka
Rodzaj zaliczany jest do plemienia Paronychieae i podrodziny Paronychioideae w obrębie rodziny goździkowatych.
Wykaz gatunków
- Gymnocarpos argenteus Petruss. & Thulin
- Gymnocarpos bracteatus (Balf.f.) Petruss. & Thulin
- Gymnocarpos decander Forssk.
- Gymnocarpos dhofarensis Petruss. & Thulin
- Gymnocarpos kuriensis (Radcl.-Sm.) Petruss. & Thulin
- Gymnocarpos mahranus Petruss. & Thulin
- Gymnocarpos parvibractus (M.G.Gilbert) Petruss. & Thulin
- Gymnocarpos przewalskii Bunge ex Maxim.
- Gymnocarpos rotundifolius Petruss. & Thulin
- Gymnocarpos sclerocephalus (Decne.) Dahlgren & Thulin